# Родульф (король герулів)
Родульф або Рудольф (д/н — 508/510) — король герулів. Основними історичними джерелами про життя цього германського володаря є праці візантійського історика Прокопія Кесарійського «Війна з готами», готського історика Йордана «Про походження і діяльність гетів», Павла Диякона «Походження народу лангобардів» і «Історія лангобардів», листи Кассіодора.

## Життєпис
Син або онук Аларіха, короля герулів. Про молоді роки замало відомостей. Йордан помилкова відносить його народження до області Скандза розглядали як частину Скандинавії або о. Рюген). Найпевніше, він вже народився у королівстві герулів, яке розташовувалося в Моравії. Ймовірно у 489 році разом з королем остготів Теодорихом виступив проти короля Одоакра. Невідомо чи був він вже на той час королем герулів, оскільки Аларіх помер між 485 та 488 роками. Теодорих називав його сином за зброєю, тому допускається припущення, що після Аларіха Родульф вимушений був тікати з частиною прибічників до теодориха, який незабаром допоміг Родульфу стати королем герулів. За іншою версією це є лише виразом для опису дружніх стосунків.
У 491 році після перемоги над Одоакром повернувся до рідної держави. При цьому домовився з Теодорихом, що герули, які воювали на боці Одоакра повернуться разом з Родульфом до їхніх королівства. Це сталося найпізніше 493 року. Маючи приклад Теодориха намагався створити державу за прикладом остготів. Втім герули не дуже були схильними до осілого способу життя, спонукаючи Родульфа до походів проти сусідів. В результаті підкорили рештки ругів, лангобардів (останнім надано землі в Нижній Австрії і споруджено фортецю на місці Пьохларну), на півдні кордоном з Остготським королівством стало озером Балатон.
У 504—505 роках ймовірно Родульф брав участь у війні остготів проти Королівства гепідів. Відомо лише що задунайські землі (колишня римська провінція Паннонія Секунда) увійшла до королівства остготів. А про землі гепідів на протилежному боці замало відомостей. Проте є свідчення, що в цій війні король придунайських гепідів Гундеріт зазнав поразки від остготів. Ймовірно Родульф як союзник короля Теодориха встановив зверхність над королівством придунайських гепідів. Це відповідає логіці поділу ворожої держави по Дунаю між остготами і герулами.
У 507 або 508 році лангобарди на чолі із королем Тато, можливо за намовленням візантійського імператора Анастасія I підняли повстання проти Родульфа. Останній в союзі з королем остготів Теодорихом становив реальну небезпеку балканським володінням Візантії. Внаслідок війни з лангобардами герули зазнали поразки. Вирішальна битва відбулася десь у 509 або 510 році. Її місцем за повідомленням Павла Диякона стало Блахфельдське поле. Спираючись на перекази, історик докладно описав битву: герули на знак презирства до своїх ворогів вступили в бій майже голими, що в той час, коли його воїни билися, Родульф безтурботно розважався в своєму таборі, він загинув, хоробро б'ючись з лангобардами, коли герули почали втікати. Внаслідок цього королівство герулів припинило своє існування. Частина їх перебралася до Візантії, інша відступила до дружнього Остготського королівства, інша — повернулася на північ.

## Родина
Відомо лише про доньку Салінгу, що після загибелі батька стала дружиною Вако, короля лангобардів. Втім, можливо, мав синів або братів, оскільки згодом правителі герулів в Іллірику вказували на свої королівське походження.